# Valle de Tobalina
Valle de Tobalina è un comune spagnolo di 965 abitanti situato nella comunità autonoma di Castiglia e León.

## Località
Il comune comprende le seguenti località:
- Barcina del Barco
- Bascuñuelos
- Cuezva
- Gabanes
- Garoña
- Herrán
- Leciñana de Tobalina
- Lomana
- Lozares de Tobalina
- Mijaraluenga
- Montejo de Cebas
- Montejo de San Miguel
- Orbañanos
- La Orden
- Pangusión
- Pedrosa de Tobalina
- La Prada
- Quintana María
- Quintana Martín Galíndez (capoluogo)
- Ranedo-Promediano
- La Revilla de Herrán
- Rufrancos
- San Martín de Don
- Santa María de Garoña
- Santocildes
- Valujera
- Las Viadas
- Villaescusa de Tobalina